# SEAT Altea
O SEAT Altea é um automóvel produzido pela fabricante espanhola SEAT de 2004 a 2015. Como um monovolume de segmento C, o carro foi projetado pelo italiano Walter de Silva e foi lançado em março de 2004, como o primeiro exemplo do novo visual corporativo da SEAT. A terceira geração do Toledo era idêntica, exceto pela adição de um porta-malas maior, semelhante ao do Renault Vel Satis. Foi lançado no Salão do Automóvel de Genebra de 2004.
Outra versão estendida, o Altea XL, também estava disponível (tendo sido apresentado pela primeira vez no Salão do Automóvel de Paris de 2006). Em 2007, o Altea Freetrack, com tração nas quatro rodas e suspensão mais alta, foi lançado.
Em 21 de agosto de 2015, a SEAT anunciou que o Altea e o Altea XL haviam sido descontinuados. Embora nenhuma substituição direta para o Altea tenha sido planejada, a SEAT está seguindo a mudança global de monovolumes para SUVs, lançando seu próprio modelo SUV baseado no SEAT León. Em fevereiro de 2016, o Ateca foi lançado, que foi o sucessor do Altea, de acordo com o CEO Luca de Meo: "Para nós, o Ateca é o substituto do Altea."
Meio milhão de SEAT Altea foram produzidos no total.

## Visão geral
O Altea foi lançado alguns anos depois de muitos de seus concorrentes chegarem à cena, mas esperava-se que vendesse bem. No entanto, ele superou as expectativas, e 31.223 Altea foram vendidos no primeiro ano. É um cinco lugares voltado para a família, que tenta retratar uma imagem mais esportiva do que a maioria de seus rivais. O carro é baseado na plataforma A5 (PQ35) do Grupo Volkswagen.
Um recurso de design incomum são os limpadores de para-brisa 'parados verticalmente', que são projetados para melhorar a segurança dos pedestres. Eles desaparecem no contorno da janela de cada lado da dela. O efeito é um para-brisa completamente limpo, mas significa que os 'pilares A' são bastante largos e causam um ponto cego.
Havia seis níveis de acabamento: Essence, Reference, Reference Sport, Stylance, Sport e FR. Motores de combustão interna estavam disponíveis, com o topo da linha 2.0 FR Turbocharged Direct Injection (TDI) entregando 170 cv, disponível desde abril de 2006.

Há cinco caixas de câmbio disponíveis (dependendo do mercado e do motor); manual de cinco ou seis velocidades, automática tiptronic de cinco velocidades e caixa de câmbio DSG de seis ou sete velocidades. Seu nome é uma homenagem à cidade espanhola de Altea.

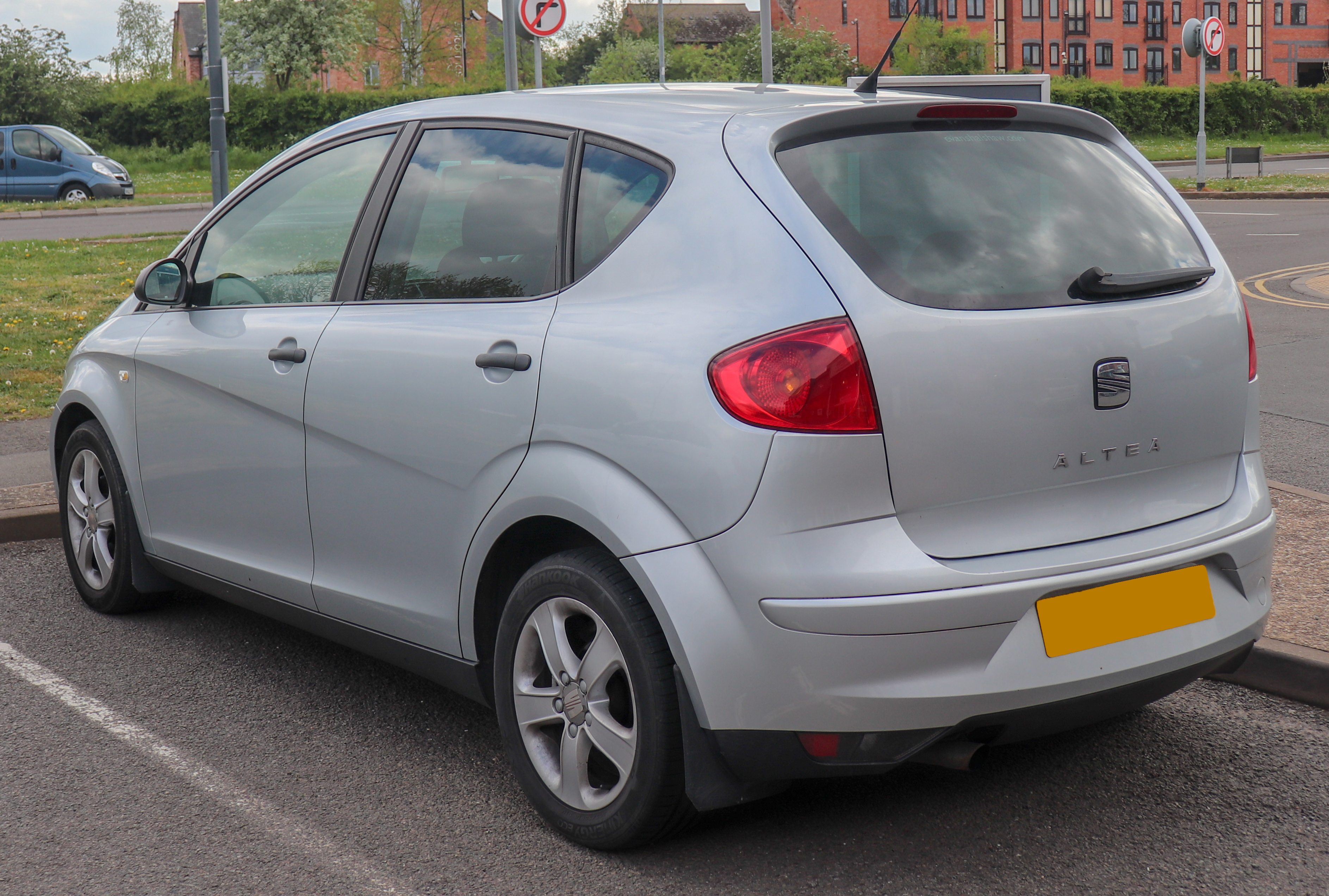
SEAT Altea 2007 (pre-facelift)
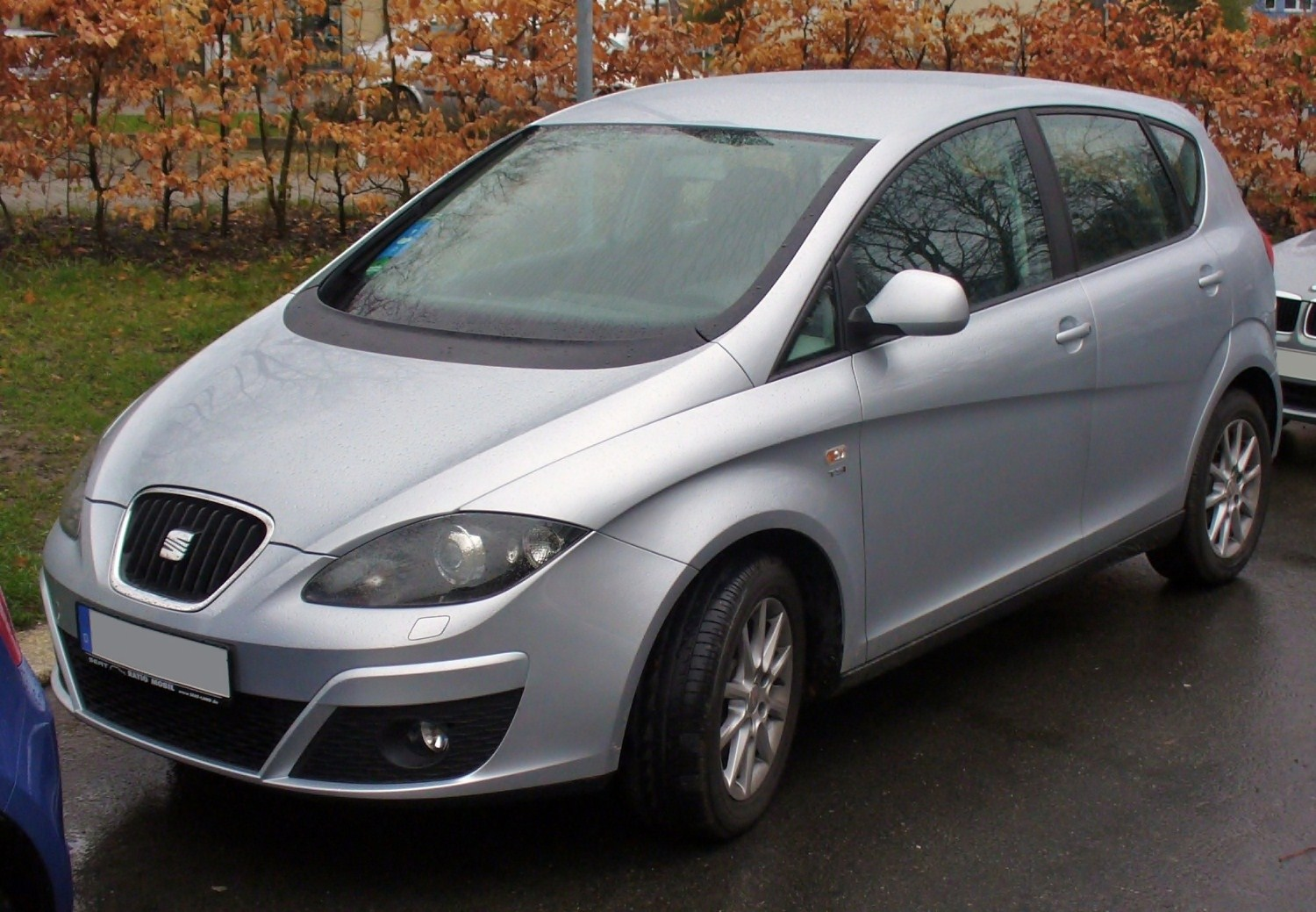
Altea 2009–2015 (facelift)
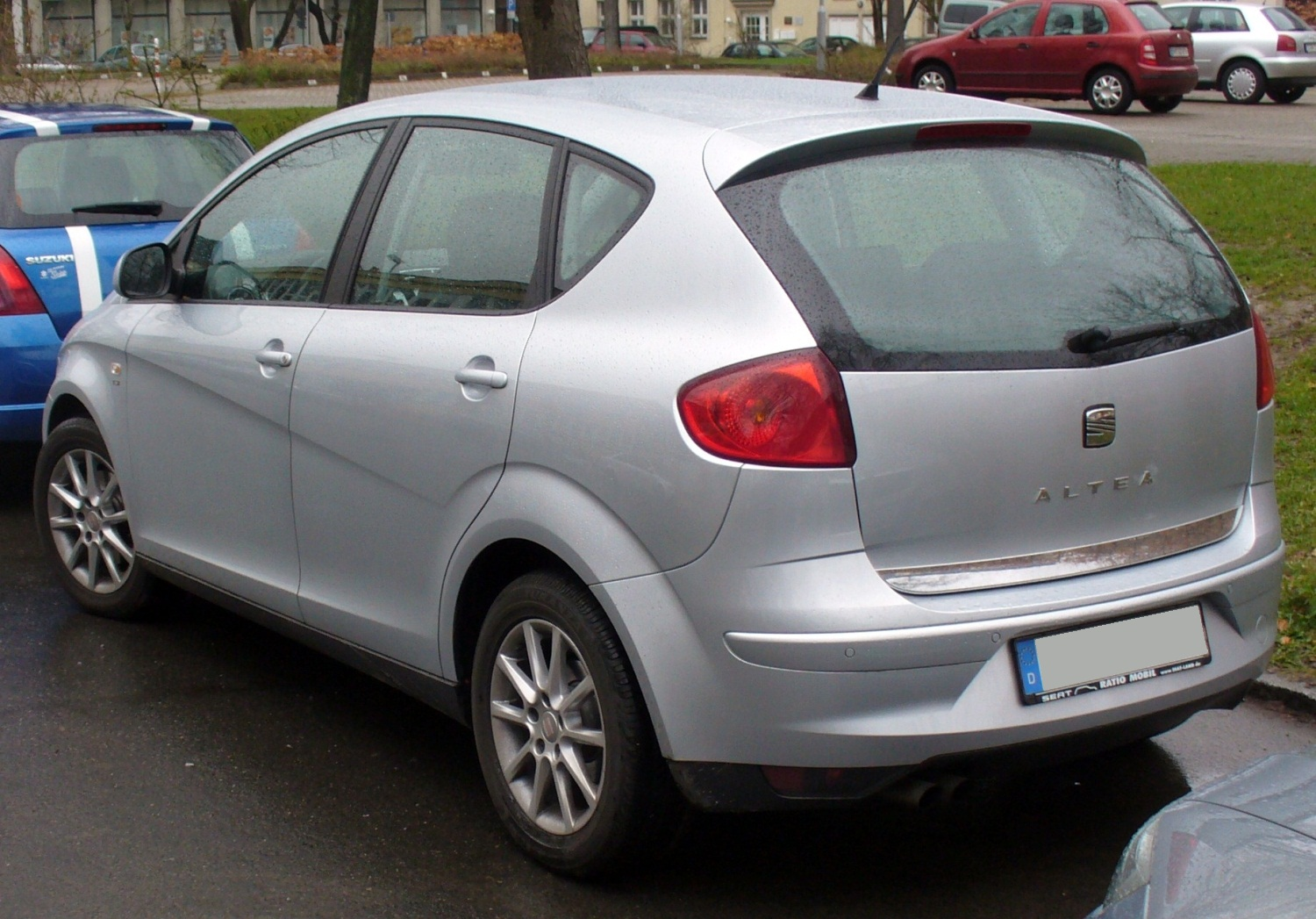
Altea 2009–2015 (facelift)

## Seat Altea XL/Freetrack

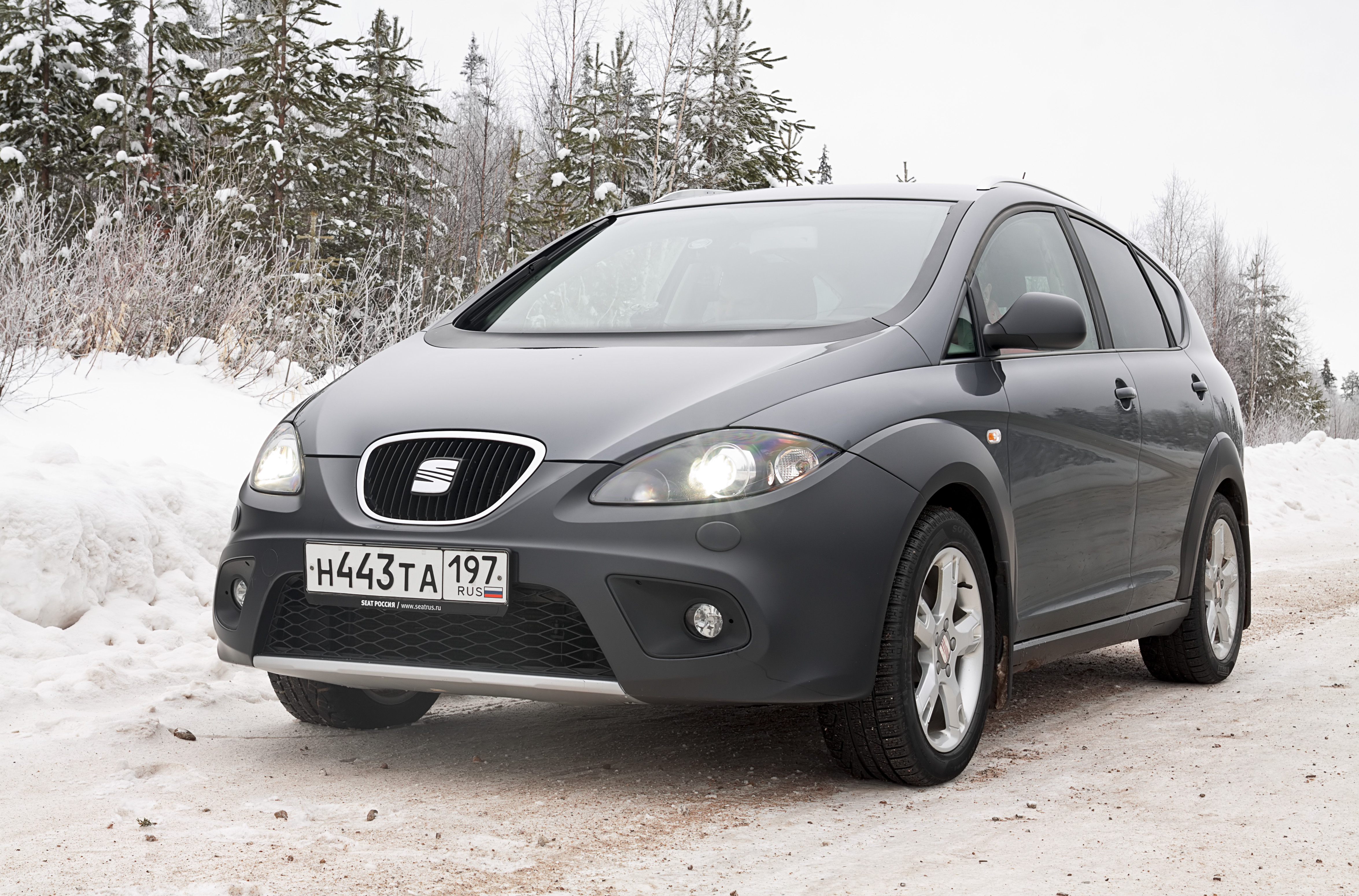
SEAT Altea Freetrack

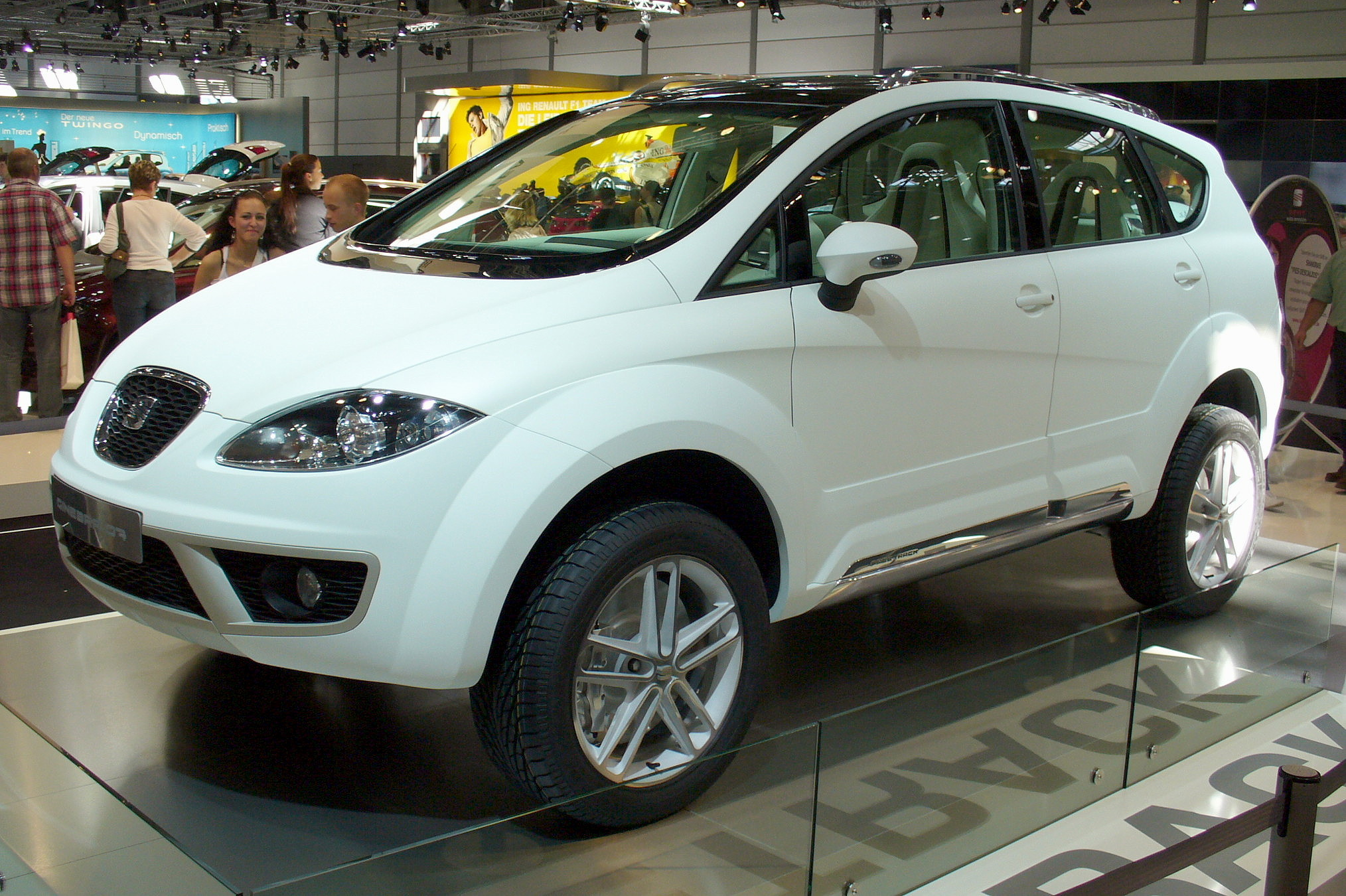
SEAT Altea Freetrack (protótipo)

O SEAT Altea XL é uma variante 18,7 centímetros mais longa do SEAT Altea normal, de cinco portas e cinco lugares, com maior capacidade de bagagem em comparação ao Altea padrão. Foi lançado no Salão do Automóvel de Paris em setembro de 2006. As vendas começaram em novembro de 2006.
O SEAT Altea Freetrack é dimensionalmente semelhante ao Altea XL, mas foi projetado como um veículo utilitário esportivo (SUV). Ele apresenta suspensão elevada para maior distância do solo e para-choques de plástico maiores, além de extensões de soleira e arco de roda de plástico, que aumentam suas dimensões externas.
Todas as versões do Freetrack, exceto o 2.0 Turbocharged Direct Injection (TDI) 2WD, são equipadas com uma tração nas quatro rodas (4WD) Haldex Traction baseada na demanda. As versões 4WD também são chamadas de Seat Altea 4. No México e na Rússia, o SEAT Altea Freetrack é comercializado simplesmente como SEAT Freetrack.
Embora o Freetrack esteja disponível com tração nas quatro rodas, ele não é comercializado pela SEAT como um "SUV". No entanto, o Freetrack pode ser visto como um concorrente para pequenos SUVs de outras marcas. As possíveis escolhas de motor de combustão interna são quase as mesmas do Altea normal. Quando lançado, ele estava disponível em um amarelo intenso muito incomum. Essa cor também foi vista em modelos em vários folhetos promocionais - no entanto, o esquema de cores saiu de produção em agosto de 2010.

### Galeria

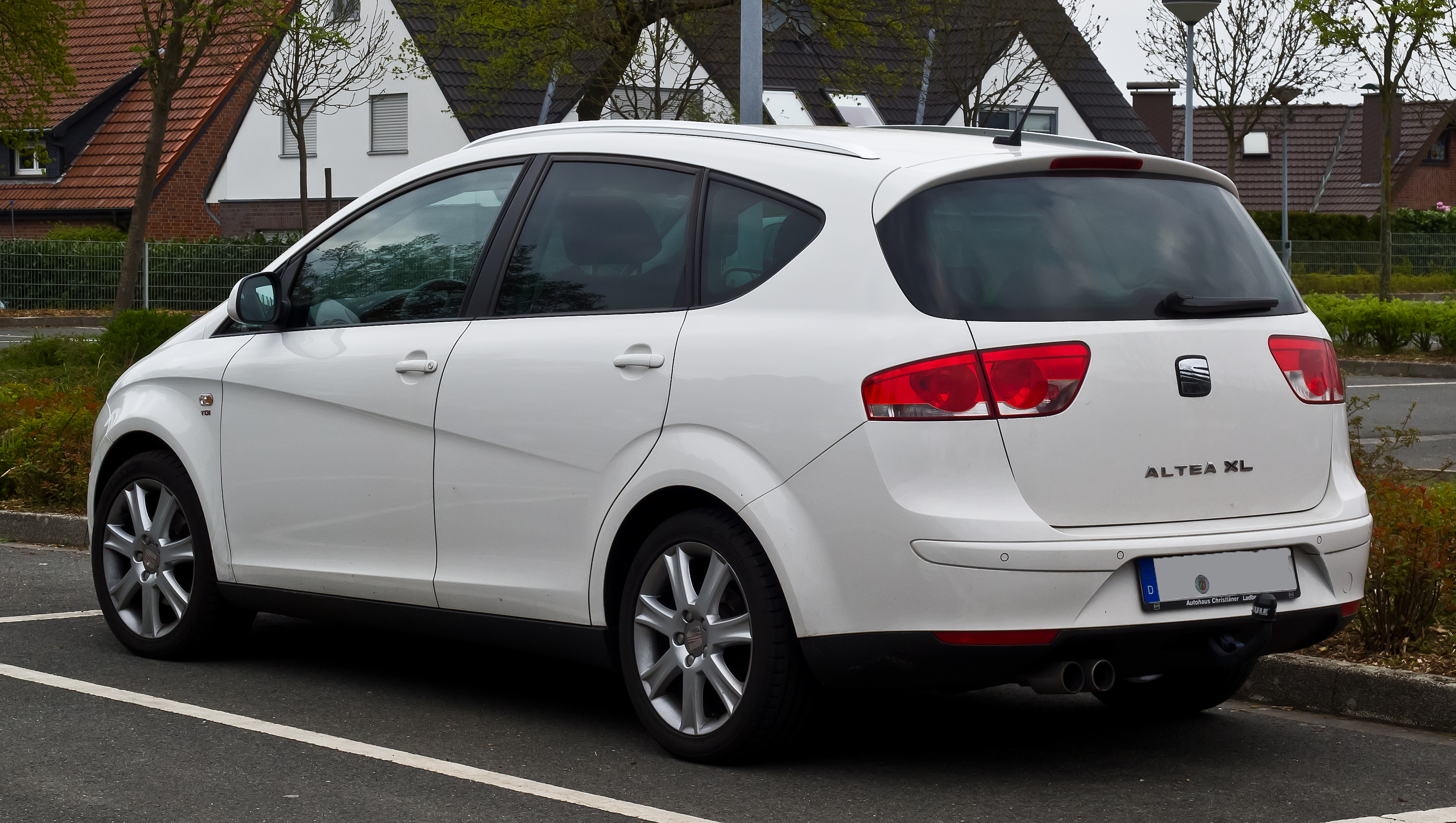
2006–2009
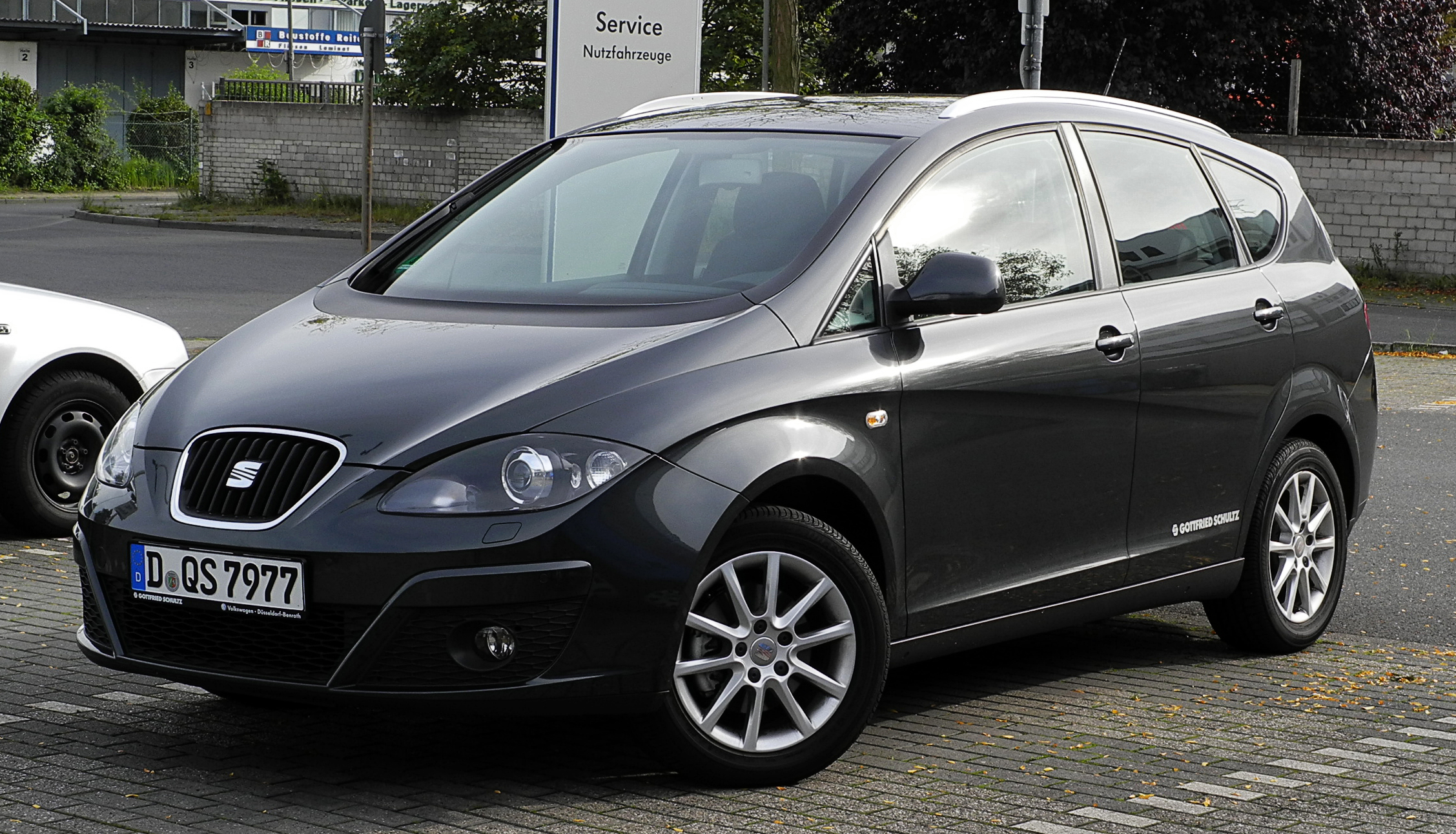
2009–2015
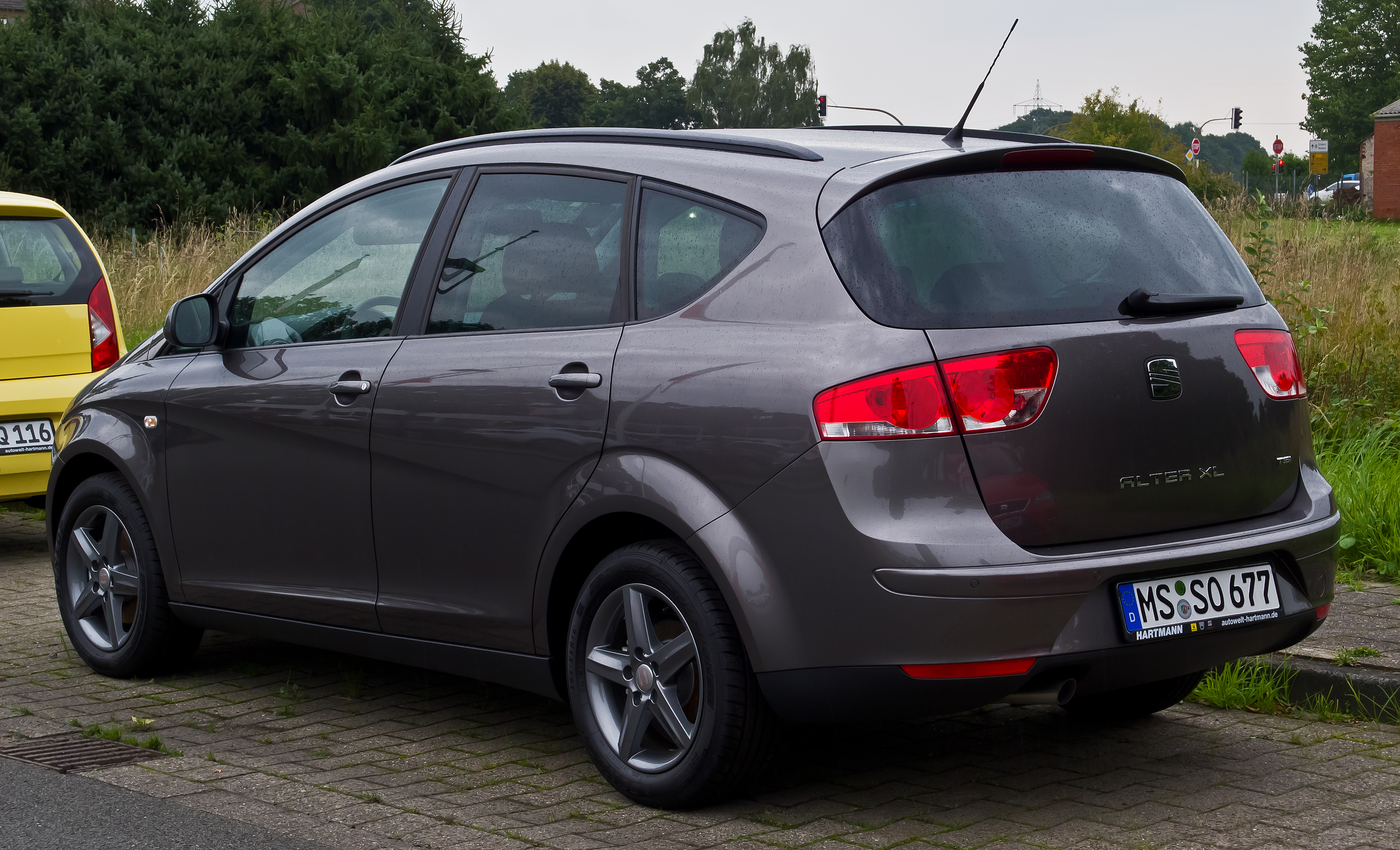
2009–2015